# Dučalovići
Dučalovići (cyr. Дучаловићи) – wieś w Serbii, w okręgu morawickim, w gminie Lučani. W 2011 roku liczyła 360 mieszkańców.